# Phlegmariurus dentatus
Espèce
Phlegmariurus dentatus est une espèce végétale de la famille des Lycopodiaceae, endémique des archipels portugais des Açores et de Madère. C'est un sous-arbuste qui pousse principalement dans le biome subtropical. 

## Répartition
Aux Açores, on le trouve sur les pentes, dans les bois, les forêts et parfois au bord des routes, étant moins exigeant en humidité que Huperzia suberecta (il y a des endroits à Terceira où les deux espèces coexistent). On le trouve sur sept des neuf îles. Dans l'archipel de Madère, on le trouve uniquement sur l'île de Madère,.

## Systématique
Le nom correct complet (avec auteur) de ce taxon est Phlegmariurus dentatus (Herter) Arana.
L'espèce a été initialement classée dans le genre Lycopodium sous le basionyme Lycopodium dentatum Herter.
Phlegmariurus dentatus a pour synonymes :
- Huperzia dentata (Herter) Holub
- Huperzia selago dentata (Herter) Valentine
- Lycopodium dentatum Herter
- Urostachys dentatus (Herter) Herter
- Urostachys dentatus (Herter) Herter ex Nessel